# Vzdušnicová šalmaj

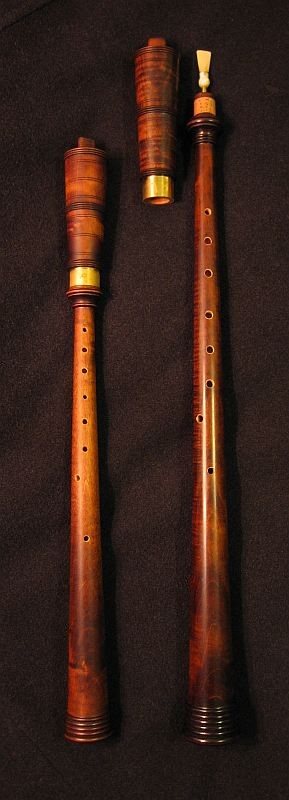
Vzdušnicová šalmaj sopraninová a sopránová (se sejmutou vzdušnicí) – vyrobil Petr Číp

Vzdušnicová šalmaj (jinak též šrajfajf, schreierpfeife, schreyerpfeife, schreiarien) je dřevěný dechový nástroj s přímým kónickým vývrtem a dvojitým plátkem (strojkem), který je uložen ve vzdušnici podobně jako je tomu u dud. Celosvětově zavedený název rauschpfeife je podle posledních organologických poznatků pro tento nástroj nesprávný – jméno rauschpfeife označovalo v minulosti obecně skupinu dechových nástrojů, především šalmají, ovšem jak vzdušnicových, tak bez vzdušnice.
Zvuk nástroje je neobyčejně silný. Hráč vydechuje do štěrbiny vzdušnice, zvýšený tlak ve vzdušnici rozechvěje strojek a ten potom vytváří zvuk. Díky kónickému vývrtu lze nástroj přefukovat do oktávy, jeho rozsah je přibližně 1 a 1/2 oktávy. Nástroj je opatřen sedmi prstovými dírkami a jednou palcovou. Byl vyráběn pravděpodobně jako rodina šesti velikostí od pastýřské vzdušnicové šalmaje až po velkobasovou.
Dobu vzniku vzdušnicové šalmaje přesně neznáme, v pramenech se její jméno objevuje poprvé v roce 1523, největší obliby dosáhla pravděpodobně v renesanci. Z některých vyobrazení ze 16. století lze usuzovat, že byla hojně využívána při venkovních produkcích – liturgických průvodech, královských průvodech, pravděpodobně byla nasazována ve větších souborech i jako zastrašovací nástroj při válečných taženích.
U nás se dochovalo pět vzdušnicových šalmají z instrumentáře Rožmberské kapely. Byly nalezeny v semináři jindřichohradeckého gymnázia, v inventáři jsou uvedeny jako „šrajfajfy“. Dnes jsou tyto vzácné nástroje uloženy ve sbírce Českého muzea hudby.